# 天野為之

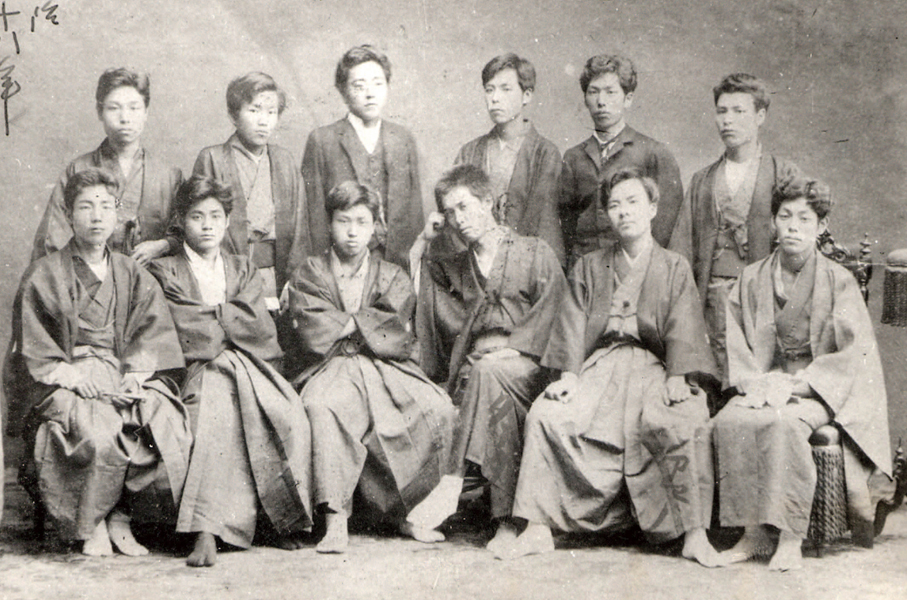
初期東京専門学校の学生と教員（前列右から坪内逍遥、天野為之、高田早苗）

天野 為之（あまの ためゆき、1861年2月6日（万延元年12月27日） - 1938年（昭和13年）3月26日）は、明治・大正・昭和期の経済学者、ジャーナリスト、政治家、教育者、法学博士。衆議院議員、東洋経済新報社主幹、早稲田大学学長、早稲田実業学校校長を歴任した。勲三等瑞宝章受章。

## 概要
日本における経済学研究の黎明期に、ジャーナリズム、教育、政治などの多方面にわたって活躍し、特にジョン・スチュアート・ミルに代表される古典派経済学の紹介や、経済理論の普及に尽力した。現在も続く『東洋経済新報』、早稲田大学商学部、早稲田実業学校の基礎を築き上げた中心的な人物の一人である。福田徳三は天野を福澤諭吉、田口卯吉とともに「明治前期の三大経済学者」に挙げているが、石橋湛山は、「自己の経済学体系をもつ学者を云うなれば、天野為之一人に止めをささなければならない」と更に高く評している。

## 生涯

### 来歴・家族
天野為之は生前、自身の私的な事柄を語ることは少なかった上、天野家の資料も関東大震災で失せてしまったため、家系などの詳細については不明な点が多く、彼の家族・人的関係については唯一の伝記ともいえる『天野為之』（実業之日本社刊）によることとする。
為之は、江戸の唐津藩上屋敷にて、藩医天野松庵・鏡子夫妻の長男として生まれたが、明治維新の前後に父が病死し、母と弟・喜之助との三人で唐津に帰郷、同地で少年期を過ごす。当地の英学校耐恒寮で学び、そこで高橋是清の教えを受ける。当時、大黒柱たる父を失った天野家は貧窮したが、鏡子が内職と公債の利息をやりくりしたことで、為之は１５歳で上京し、東京外国語学校（現東京外国語大学）に入学、その後、為之・喜之助兄弟は、いずれも東京大学へ入学、卒業することができた。喜之助は後に公使としてオーストリアに赴いたり、朝鮮全羅北道群山府の府尹を務めたりした。
為之は2男3女をもうけたが、無事に成長して家庭を持てたのは長女と次女のみであった。女婿はそれぞれ中西四郎、浅川栄次郎で、2人とも後に早稲田実業に勤め、浅川は同校校長となっている。天野家の系譜は、浅川の次男が養子に入ることでこれを継いだ。
なお、彼の生年月日を資料によっては1860年1月19日（安政6年12月27日（旧暦））としているものがあるが、これは衆議院議員選挙に立候補する際、被選挙権取得のために戸籍を改変したためで、本来は万延生まれが正しい。

### 政治活動
大学在学中より小野梓らと知り合って政治結社「鷗渡会」に加わり、明治十四年の政変後はそのまま立憲改進党に入党する。1890年、国会開設に合わせて行われた第1回衆議院議員総選挙に、故郷の佐賀2区より、改進党の流れを汲む佐賀郷党会に属して立候補、当選した。国会では予算委員として活動し、1891年に第一から第五の高等中学校、女子高等師範学校、東京音楽学校を廃止し、予算削減をはかる案が出た際には、これに異議を唱えて撤回させている。1892年の第2回衆議院議員総選挙にも前回と同じ選挙区より出馬したが、大規模な選挙干渉に巻き込まれて落選した（遊説中に暴漢に遭遇し、同行者が負傷している）。以後、政界からは身を引くが、改進党や、その後継の進歩党の党報へ寄稿することもあった。

### 言論活動
改進党党員や東京専門学校講師として働く傍ら、1880年代中頃からは『朝野新聞』や『読売新聞』などの紙面にも寄稿し、経済ジャーナリストとしての顔を覗かせ始める。1889年には『日本理財雑誌』を刊行した（ただし1年程度で廃刊）。1897年に町田忠治より、創立間もない東洋経済新報社の経営を引き継ぎ、以後10年間、同社の基礎や社風の形成に大きく寄与した。天野の在任中、植松考昭や三浦銕太郎など、彼の教え子だった東京専門学校出身者たちが続々入社し、同社の活動の中心的役割を担うようになっていった。天野自身は「牛中山人」の筆名で社説などを担当し、保護貿易論に反対して自由貿易経済政策をとることを主張したり、日露戦争に際しては冷徹な視点からの論陣を張ったり、経済教育の重要性を説いたりした。
徹頭徹尾自由貿易を主張するというのではなく、場合によっては、保護主義を認めた。穏和な自由主義者とされる。
また、天野の生涯において、著作活動が顕著なのは講師時代までであるが、それまでに彼は日本の経済学史上でも、とりわけ重要な役割を果たした。1886年に発表した『経済原論』は日本人による完全書下ろしの経済書として、当時は版を22回重ね、3万部を売り上げたロングセラーとして広く読まれた。同書の執筆に当たっては、ミル、ジョン・ネヴィル・ケインズ、ウィリアム・スタンレー・ジェヴォンズなど、古典学派から多くが参考に供せられているほか、東京専門学校での講義用の資料が内容の基になったこともその特徴である。「邦語による速成教育」を掲げた同校の活動が、出版の形で社会へ還元された一例といえる。

### 早大との関係

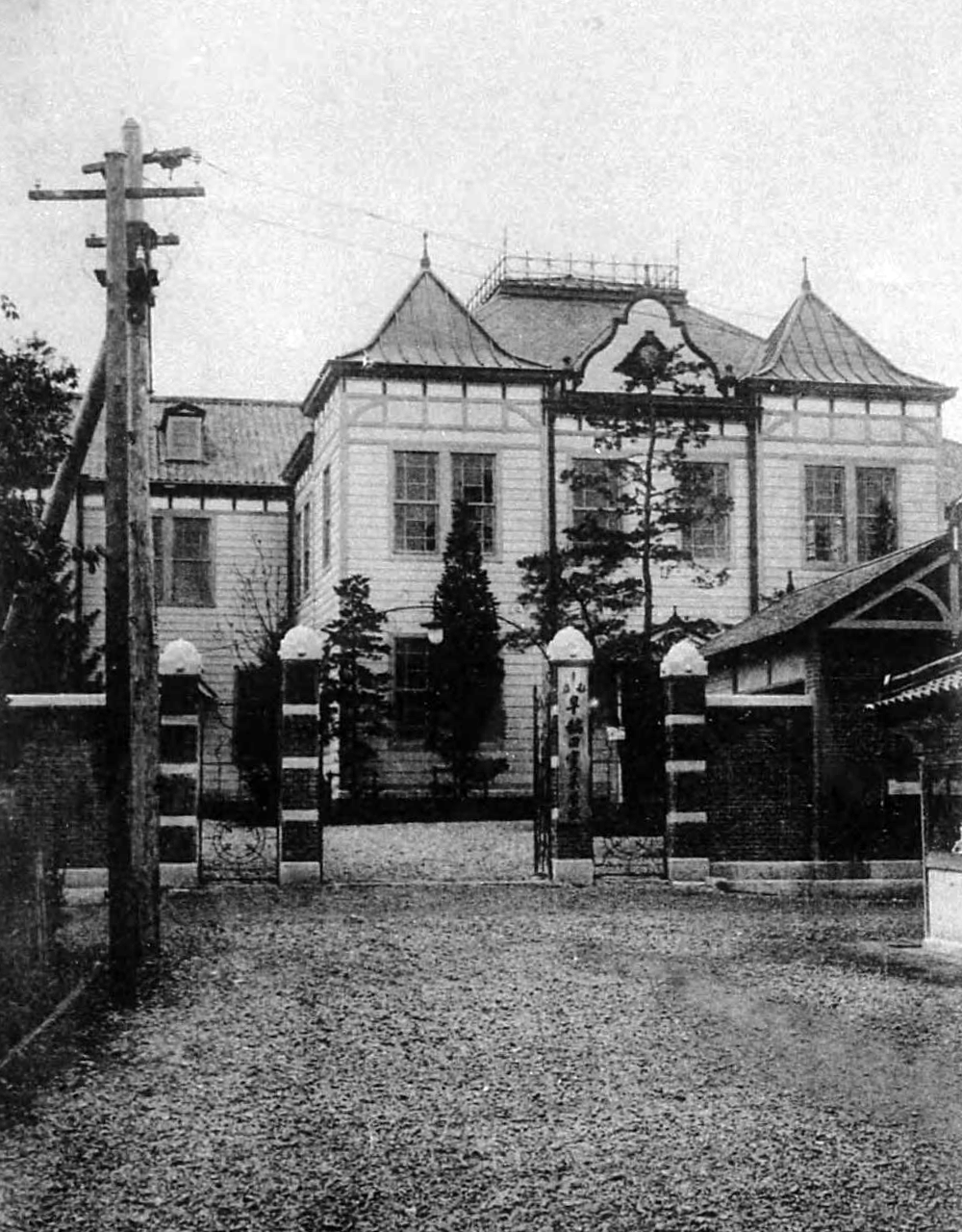
早稲田実業学校（1909年頃）

以上のように、天野為之は多方面にて経済に関する活動を行ったが、自分が主張する開放自由主義経済実現のためには、国民に経済理論や知識の普及が必要不可欠であると考え、経済教育の拡充を模索し続けた。東京専門学校が専門学校令に基づいて、早稲田大学に改組された際には新設された商科（現・商学部）の科長に就任。同時に早稲田実業学校の校長も兼ね、中等教育の段階で専門学校に匹敵する水準の教育を施すことを志向した。早稲田実業の開校式で行った演説で、「高等小学卒業後四、五年間に他の専門学校でやる位の事をやって仕舞うと云ふ、大胆の希望を有って居り…是が出来ると云ふことになったらば、斯う云ふ学風が全国に拡がって、…日本国に大いに利益を与へることであらうと窃に考へて居る」と述べていることからも、その一端を窺うことができる。
かくして、1915年には大学学長に就任した天野であったが、2年後に天野為之支持派と高田早苗支持派との間に起こった早稲田騒動の末、絶縁に近い形で大学を辞することとなった。天野はかつて校長を務めた早稲田実業学校に再び戻り、残りの人生を同校の運営に傾けた。それに合わせて、早実も大学と別の路線を歩んでいった。
しかし1961年、大学が彼の生誕100周年を記念し、大学草創期における事跡を顕彰して講演会や展示会を行ったことが契機となり、早実と大学の上層部が接近、1963年に合意書を取り交わし、早実が「系属校」として早大の傘下に編入した。現在、早稲田大学内では、天野は大学の基礎を築いた「早稲田の四尊」の1人に数えられており、早稲田キャンパスの新11号館501教室は、彼を記念して「天野為之記念教室」と名付けられた。また、2010年4月に開校した早稲田佐賀中学校・高等学校の校舎は佐賀県立唐津東高等学校の旧校舎であるが、同地は天野が少年期に学んだ藩校・英学校から受け継がれている。

## 年表

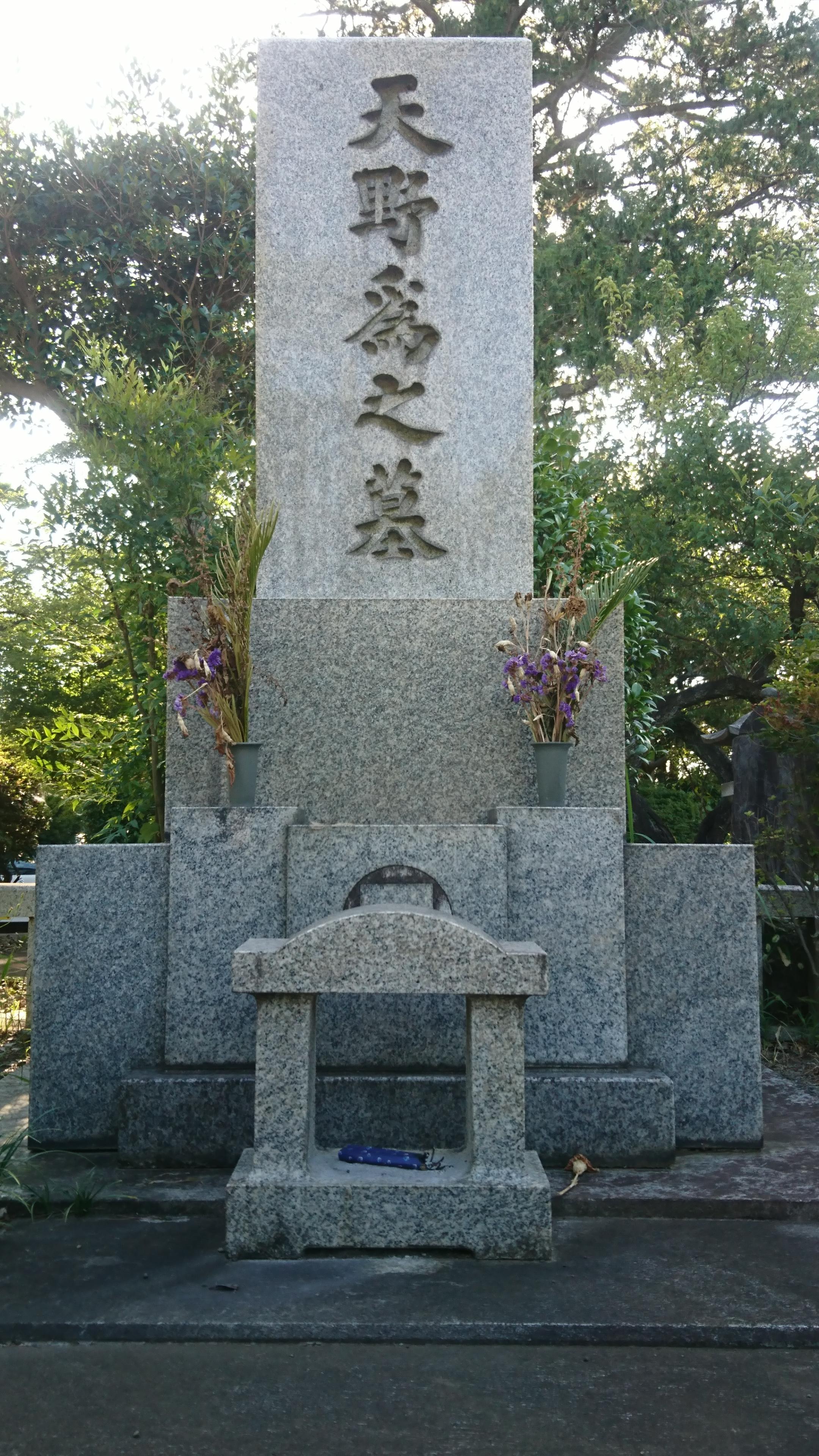
天野為之の墓

- 1861年2月6日（万延元年12月27日） - 誕生。
- 明治維新の最中唐津に帰郷。十代初めに当地の英学校耐恒寮に学び、高橋是清より英語を教授される[4]。
- 1875年（明治8年） - 上京・開成学校に入学。
- 1877年（明治10年） - 東京大学予備門に入学。
- 1882年（明治15年） - 2月27日に鷗渡会を結成。高田早苗・岡山兼吉・市島謙吉・山田一郎・砂川雄峻・山田喜之助がいた。同年東京大学文学部政治理財科卒業。文学士の号を得る。大隈重信・小野梓らと、東京専門学校の創設に加わり[19]、講師を務める。
- 1886年（明治19年） - 『経済原論』を著す。
- 1887年（明治20年） - 陸軍経理学校、海軍主計学校講師となる。
- 1889年（明治22年） - 『日本理財雑誌』創刊。
- 1890年（明治23年） - 第1回衆議院議員総選挙に立候補、当選。
- 1897年（明治30年） - 東洋経済新報社第2代主幹に就任（ - 1907年（明治40年）まで）。
- 1898年（明治32年） - 法学博士の学位を取得。
- 1902年（明治35年） - 早稲田大学商科科長に任命。同時に早稲田実業学校校長に就任。
- 1915年（大正4年） - 8月、早大学長となる。早実校長を辞職。11月に勲三等瑞宝章を受ける。
- 1917年（大正6年）- 早稲田騒動勃発。8月、大学学長を辞任。11月に同教授も退職。
- 1918年（大正7年）- 早実校長に再任。以後大学から距離を置き、同校の運営に注力する。
- 1938年（昭和13年）3月26日 - 午前3時45分腸チフスにより死去。享年77。同月28日に早稲田実業学校の学校葬。多磨霊園に埋葬。戒名は「順正院殿三敬日寿大居士」。

## 栄典
- 1915年（大正4年）11月10日 - 勲三等瑞宝章[20]

## 著書

### 単著

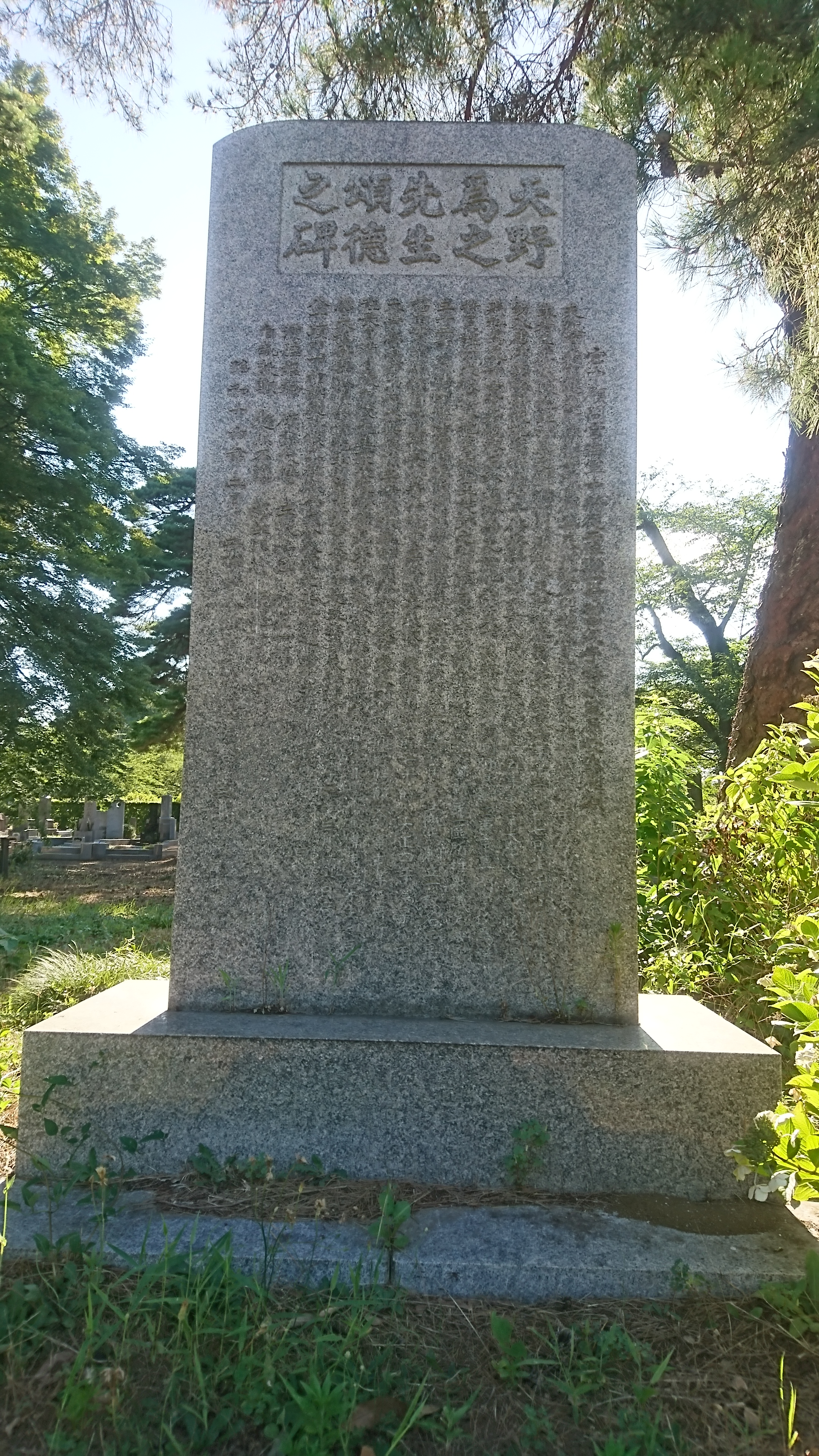
墓の隣に建てられている頌徳（誉め称える）の石碑

- 『徴兵論』東洋館、1884年2月。NDLJP:843138。
- 『商政標準』冨山房、1886年12月。NDLJP:803197。
- 『経済原論』冨山房、1886年3月。NDLJP:799142。
  - 『経済原論』（増補7版）冨山房、1887年7月。NDLJP:1083720。
  - 『経済原論』（増補10版）冨山房、1888年10月。NDLJP:799143。
  - 『経済原論』（増補14版）冨山房、1890年4月。NDLJP:2385826。
  - 『経済原論』（増補15版）冨山房、1890年11月。NDLJP:2938192。
  - 早稲田大学図書館編集 編『経済原論』（生誕百年記念複製版）早稲田大学、1961年11月。
- 『万国歴史』冨山房、1887年9月。NDLJP:768667。
  - 『万国歴史』（訂正5版）冨山房、1888年5月。NDLJP:1081862。
- 『勤倹貯蓄新論』宝永館、1901年2月。NDLJP:800362。
- 『経済学綱要』東洋経済新報社、1902年4月。NDLJP:799094。
- 『経済策論』実業之日本社、1910年1月。NDLJP:799176。

### 翻訳
- ゼー・エス・ミル 著、ゼー・エル・ラフリン編輯 編『高等経済原論』冨山房、1891年9月。NDLJP:799369。
  - ゼー・エス・ミル 著、ゼー・エル・ラフリン編輯 編『高等経済原論』（再版）冨山房、1892年1月。NDLJP:2938192。
  - ゼー・エス・ミル 著、ゼー・エル・ラフリン編輯 編『高等経済原論』（5版）冨山房、1896年7月。NDLJP:799370。
- ジー・エヌ・キエーンス『経済学研究法』東京専門学校出版部〈早稲田叢書〉、1897年12月。NDLJP:799082。
- グスタフ・コーン『財政学』冨山房、1899年8月。NDLJP:799778。

### 校閲
- 増田義一『幣制改革後の影響 金貨本位之日本』大日本実業学会、1897年4月。NDLJP:800349。
  - 増田義一『幣制改革後の影響 金貨本位之日本』（増訂3版）大日本実業学会、1897年9月。NDLJP:800350。
- 東洋経済新報社 編『二年兵役論』東海堂、1902年12月。NDLJP:843181。
- 伊藤正『経済学講話』宝永館・文会堂、1903年6月。NDLJP:799095。
- 松岡忠美『戦時経済』東海堂、1904年3月。NDLJP:799450。
- 土屋長吉『応用経済学』実業之日本社、1904年4月。NDLJP:799023。

### 共著
- 天野為之、石原健三『英国憲法精理』冨山房、1889年2月。NDLJP:788885。
  - 天野為之、石原健三『英国憲法精理』（復刻版）信山社出版〈日本立法資料全集 別巻 445〉、2007年6月。ISBN 9784797251913。
- 天野為之、前橋孝義『日本歴史』冨山房、1890年8月。NDLJP:771334。
- 吉田東伍、天野為之 著、早稲田大学秋田校友会編纂 編『明治時代史国民経済政策講習録』大正堂書店、1913年8月。NDLJP:949918。

### 伝記
- 池尾愛子『天野為之　日本で最初の経済学者』ミネルヴァ書房、2023年 ISBN 4623096033